# Славистика
Славистика је академска дисциплина која се бави словенским подручјима, словенским језицима, књижевношћу и културом. Слависти су лингвисти или филолози који се баве проучавањем славистике. Славистика се појавила крајем 18. и почетком 19. века, истовремено са националним буђењем разних народа словенског порекла и покушајима да се успостави заједничка свест о словенској заједници, посебно популарно у Пансловенском покрету. Међу првим научницима који су користили термин је био Јозеф Добровски.
Историја славистике је углавном подељена у три периода. До 1876. рани слависти су се сконцентрисали на прикупљање и штампање писаних споменика на словенским језицима, међу њима и првим текстовима написаних на националном језику. То је исто време када је већина словенских језика добила своје прве модерне речнике и правописе. Други период, који се завршава са Првим светским ратом је означен брзим развојем словенске филологије и лингвистике, највише у кругу основаном око Августа Шлајхера и Августа Лескина са Универзитета у Лајпцигу. Након Првог светског рата, слависти су се фокусирали на дијалектологију, док се наука развијала у земљама са становништвом словенског порекла. Након Другог светског рата, центри славистике су такође основани у разним универзитетима изван тих држава.

## Славистичке дисциплине
Полазећи од традиционалне поделе словенских народа на три основне групе (западни, источни, јужни), славистичке дисциплине се такође деле на три основне групе:
- Западнословенске студије
  - Чешке студије, односно чехистика или бохемистика
  - Кашупске студије, односно кашубистика
  - Пољске студије, односно полонистика
  - Словачке студије, односно словакистика
  - Лужичкосрпске студије, односно сорабистика
- Источноословенске студије
  - Белоруске студије, односно белорусистика[1]
  - Руске студије, односно русистика
  - Русинске студије, односно русинистика[2]
  - Украјинске студије, односно украјинистика
- Јужнословенске студије
  - Бошњачке студије, односно бошњакистика[3]
  - Бугарске студије, односно бугаристика
  - Хрватске студије, односно хрватистика или кроатистика
  - Македонске студије, односно македонистика
  - Српске студије, односно србистика
  - Словеначке студије, односно словенистика

## Слависти

### Познати слависти
- Јозеф Добровски (1753 – 1829) из Чешке
- Александар Востоков (1781—1864.) из Русије
- Вук Стефановић Караџић (1781—1864.) из Србије
- Павел Јозеф Шафарик (1795—1861.) из Словачке
- Франц Миклошич (1813—1891.) из Словеније
- Фјодор Буслајев (1818—1869.) из Русије
- Антон Јанежич (1818—1898.) из Словеније
- Aлeкcaндap Caндић (1836—1908.) из Србије
- Ватрослав Јагић (1838—1923.) из Хрватске
- Jan Niecisław Baudouin de Courtenay (1845 – 1929) из Пољске
- Александар Брикнер (1856 – 1939) из Пољске
- Јосип Томиншек (1872 – 1954) из Словеније
- Макс Вазмер (1886—1962.) из Русије
- Јозеф Матл (1897 – 1974) из Аустрије
- Дмитри Ликачев (1906—1999.) из Русије
- Jaroslav Rudnyckyj (1910—1995.) из источне Галиције
- Dmytro Chyzhevsky (1894—1977.) из Украјине
- Thomas Schaub Noonan (1938 – 2001) из Сједињених Држава

### Савремени слависти
- Стефан Брезински (1932) из Бугарске
- Радослав Катичић (1930) из Хрватске
- Андреј Зализњак (1935) из Русије
- Борис Успенски (1937) из Русије
- Павел Рудјаков (1956) из Украјине
- Ирина Антанасијевић (1965) из Русије
- Предраг Пипер (1950) из Србије